# Operacja Sana 95
Operacja Sana 95 – ostatnia operacja wojskowa, podjęta przez armię bośniacką podczas wojny w Bośni. Rozpoczęto ją w październiku 1995 serią kontrofensyw przez bośniackich muzułmanów i przez siły chorwackie kierowane przez Operację Burza.
Strefa bezpieczeństwa wokół miasta Bihać była obszarem w północno-zachodniej Bośni. W roku 1992, po wybuchu wojny w Bośni, Bihać, w której stacjonował 5 korpus armii Bośni i Hercegowiny, został otoczony i oblężony przez wojska serbskie.
W połowie 1995 do sił chorwackich Serbów i Serbów bośniackich dołączył Fikret Abdić (Bośniak) ze swoim wojskiem, który rozpoczął ofensywę, mającą na celu zdobycie okolic miasta Bihać.
Ofensywa ze strony serbskiej nie powiodła się, lecz nadal strefa bezpieczeństwa był zagrożona ze strony serbskich separatystów. W wyniku nacisków międzynarodowej opinii publicznej, która nie chciała powtórki masakry w Srebrenicy, dano „zielone światło” Armii Chorwackiej oraz 5. korpusowi Armii Bośni i Hercegowiny.
Operacja Sana 95 uzupełniała Operację Burza, przez co strefa bezpieczeństwa wokół miasta Bihać stała się miejscem niezagrożonym ze strony Serbów. Dało to także możliwość swobodnych działań wojsk bośniackich od wschodniej części rzeki Sana.